# آدرین فیله
آدرین فیله (فرانسوی: Adrien Filez‎; ۲۷ اوت ۱۸۸۵ – ۱۵ اکتبر ۱۹۶۵) بازیکن فوتبال اهل فرانسه بود.
وی همچنین در تیم ملی فوتبال فرانسه بازی کرده‌است.